# Liste des sénateurs de Saint-Barthélemy
Cet article dresse la liste des sénateurs de Saint-Barthélemy, collectivité d'outre-mer française :
- Michel Magras (UMP, puis LR) de 2008 à 2020 ;
- Micheline Jacques (LR) depuis 2020.

Le siège de sénateur est créé en 2008.